# Daniel Hamilton
Daniel Domonique Hamilton (Los Ángeles, California, 8 de agosto de 1995) es un baloncestista estadounidense que actualmente juega en los Lobos Plateados de la BUAP de la LNBP de México. Con 2,01 metros de estatura, juega en la posición de alero o de escolta. Es hermano de los también jugadores profesionales Isaac y Jordan Hamilton.

## Trayectoria deportiva

### Universidad
Jugó dos temporadas con los Huskies de la Universidad de Connecticut, en las que promedió 11,7 puntos, 8,3 rebotes y 4,2 asistencias por partido. Fue elegido rookie del año de la American Athletic Conference en su primera temporada, tras liderar la conferencia en rebotes en los partidos entre sus miembros, con 9,2 por partido, e incluido en el segundo mejor quinteto al año siguiente.

#### Estadísticas
| Año     | Equipo      | PJ | PT | MPP  | %TC  | %3P  | %TL  | RPP | APP | ROB | TPP | PPP  |
| ------- | ----------- | -- | -- | ---- | ---- | ---- | ---- | --- | --- | --- | --- | ---- |
| 2014–15 | Connecticut | 35 | 35 | 31.4 | .380 | .343 | .667 | 7.6 | 3.7 | 0.9 | 0.4 | 10.9 |
| 2015–16 | Connecticut | 36 | 36 | 31.9 | .387 | .331 | .860 | 8.9 | 4.7 | 1.1 | 0.4 | 12.5 |
| Total   | Total       | 71 | 71 | 31.7 | .384 | .337 | .764 | 8.3 | 4.2 | 1.0 | 0.4 | 11.7 |

### Profesional
Fue elegido en la quincuagésimo sexta posición del Draft de la NBA de 2016 por Denver Nuggets, pero fue traspasado a Oklahoma City Thunder.
En la temporada 2021-22, firma por el Socar Petkim Spor Kulübü de la Basketbol Süper Ligi turca.
El 12 de febrero de 2022, firma por el Ionikos Nikaias B.C. de la A1 Ethniki griega.
En noviembre es anunciado como refuerzo para playoffs en los Halcones Xalapa de la LNBP de México. <re>El Dictamen Halcones de Xalapa se refuerza en la semifinal de zona Punto CHG</ref>

## Estadísticas de su carrera en la NBA

### Temporada regular
| Año     | Equipo        | PJ | PT | MPP  | %TC  | %3P  | %TL  | RPP | APP | ROB | TPP | PPP |
| ------- | ------------- | -- | -- | ---- | ---- | ---- | ---- | --- | --- | --- | --- | --- |
| 2017-18 | Oklahoma City | 6  | 0  | 4.7  | .455 | .400 | –    | .8  | 1.3 | .2  | .0  | 2.0 |
| 2018-19 | Atlanta       | 19 | 3  | 10.7 | .383 | .348 | .500 | 2.5 | 1.2 | .3  | .1  | 3.0 |
| Total   | Total         | 25 | 3  | 9.3  | .394 | .357 | .500 | 2.1 | 1.3 | .3  | .0  | 2.8 |